# Route nationale 7 (Cambodge)
Pour les articles homonymes, voir Route nationale 7.
La route nationale 7 est une des routes nationales du Cambodge. D'une longueur de 509 kilomètres, elle relie le centre du Cambodge au sud du Laos. La route débute à Skuon, à environ 50 kilomètres au nord de Phnom Penh, à la jonction des routes nationale 6 et 6A. Elle traverse successivement les provinces de Kampong Cham, de Kratie et de Stoeng Treng. Passé la frontière avec le Laos, elle devient la route nationale 13.